# Arabia av Bysans
Arabia Vibina av Bysans, död efter 578, var en bysantinsk prinsessa.
Hon var dotter till kejsar Justinus II och Aelia Sophia. Hon var uppenbarligen sina föräldrars enda överlevande barn. Hon gifte sig med Badouarios innan hennes far besteg tronen: när fadern blev kejsare, efterträddes han i ämbetet curopalates av sin svärson. Det är möjligt att paret hade en dotter. 
Det nämns att Sankt Symeon den yngre en gång botade kejsar Justinus II:s dotter från demonisk besättelse: kejsaren ville sända henne till honom, men han botade henne istället på avstånd. 
Arabia hedrades med statyer och ingick i offentlig representation under sina föräldrars regeringstid. Kejsarparet och deras dotter stod statyer vid Sophiahamnen, och en statygrupp föreställande Sophia, Arabia och Sophias systerdotter Helena stod vid vid Milion i staden. 
Hennes far avled 578 och efterträddes av kejsar Tiberius. Arabia var vid denna tidpunkt uppenbarligen änka. Aelia Sophia försökte då arrangera ett äktenskap mellan henne eller Arabia och Tiberius, men Tiberius vägrade skilja sig från sin första hustru Ino Anastasia. 
Corippus beskriver Arabia med beundran och uppger att hon var lik sin mor: "hennes ögon flammade av eld, liksom hennes mors; hennes namn och ålder var annorlunda, men gracen i hennes nobla form var inte annorlunda". 